# 一會桑政權
一會桑政權，又名一會桑體制、一會桑權力，是幕末時期的政治中心京都中由一橋德川家當主德川慶喜、會津藩主松平容保及桑名藩主松平定敬組成的政治體制。

## 概要
一會桑政權由擔任禁裏御守衛總督的一橋德川家當主德川慶喜、擔任京都守護職的會津藩主松平容保及擔任京都所司代的桑名藩主松平定敬組成的政治體制。
在八月十八日政變後長州藩等尊王攘夷派被趕出京都，而主張由朝廷、幕府、雄藩合作的公武合體論成為主流意見，但在由有力大名組成的參預會議在1864年垮台後，德川慶喜為首的一會桑政權主導了京都政局，直至1866年12月德川慶喜就任幕府將軍為止。
雖然一會桑政權是德川幕府在京都的代理人，但幕末時期政治中心已經由江戶轉移至京都，一會桑政權遠離位於江戶的幕閣，加上一會桑政權得到孝明天皇的信任，實際上成為遠離幕府的半獨立勢力。
相較過去日本幕末時期在「薩長史觀」以薩摩藩及長州藩為中心，認為幕末是薩長對抗德川幕府，較容易乏視「一會桑」三人。但大阪經濟大學教授家近良樹認為幕末動蕩並不能單純以薩長與幕府對抗解釋，因此引入「一會桑政權」這個歷史概念，重新評價這三人在幕末時期所扮演的角色。